# Station Cesson-Sévigné
Station Cesson-Sévigné is een spoorweghalte in de Franse gemeente Cesson-Sévigné, departement Ille-et-Vilaine. Zij wordt bediend door treinen van het netwerk TER Bretagne op het traject Rennes - Vitré.